# Rugalmasság (fizika)
A fizikában a rugalmasság szó, amit a görög ἐλαστός (olv. elasztosz)  vagyis vezethető szóból, számos modern nyelvhez hasonlóan elasztikus tulajdonságnak is nevezhetünk, a szilárd testeknek azt a képességét jelenti, hogy egy rájuk gyakorolt erő hatására, átmenetileg alakjukat megváltoztatva, dimenzióváltozásra (megnyúlásra) képesek, de az erőhatás megszüntével eredeti alakjukat (többé-kevésbé) ismét felveszik.
A tulajdonság az anyag molekularendszerére vezethető vissza. Azokat az anyagokat, amelyeknek ezt a jellegzetességét hasznosíthatjuk rugalmas anyagoknak nevezzük. Ezek lehetnek fémek, vagy gumi anyagok.
A valóságban a tökéletes rugalmasság igen ritka: az anyag alkalmazásakor gyakran enyhe, állandó dimenzióváltozáson mehet keresztül anélkül, hogy ez annak használhatóságát jelentősen befolyásolná.
Az anyagok rugalmasságát két fizikai tényezővel mérjük: a modulus azt az anyagokra jellemző mechanikai feszültséget adja meg, ami egy kívánt lineáriselmozdulás-értékhez vezet. Pontosabban kifejezve: a mechanikai feszültség arányos a fajlagos nyúlással, és az arányossági tényező a modulus. A folyáshatár pedig az a megnyúlásérték, amelyet meghaladva az anyag dimenzióváltozása állandósul.